# Конвенция СНГ о правах и основных свободах человека
Конвенция Содружества Независимых Государств о правах и основных свободах человека — международный договор, заключённый в 1995 году.  Вступление в силу, согласно статье 38, предусмотрено после ратификации тремя странами. Согласно статье 34 Конвенции, она увязывается с принятым в 1993 году Положением о Комиссии по правам человека СНГ. В 2021 году состоялось заседание экспертной группы по вопросу создания Комиссии
Ратифицирована Россией, Таджикистаном и Белоруссией в 1995—1998 годах, и вступила в силу для них 11 августа 1998 года; Киргизией ратифицирована 21 августа 2003 года и тогда же вступила в силу. Подписана, но не ратифицирована Грузией, Арменией и Молдавией.
ПАСЕ в 2001 году рекомендовала членам и кандидатам в члены Совета Европы не подписывать и не ратифицировать данную конвенцию, указывая на то, что она предлагает более слабый механизм защиты прав человека, чем ЕКПЧ.
Комитет министров Совета Европы запросил у ЕСПЧ консультативное заключение о сосуществовании ЕКПЧ и Конвенции СНГ, но суд счёл, что вопрос не входит в его компетенцию.